# Линкевич, Йоанна
Йоанна Линкевич (пол. Joanna Linkiewicz; род. 2 мая 1990, Вроцлав, Польша) — польская легкоатлетка, специализирующаяся в беге на 400 метров с барьерами. Серебряный призёр чемпионата Европы 2016 года. Бронзовый призёр чемпионата Европы в помещении (2015) в эстафете 4×400 метров. Двукратная чемпионка Универсиады (2015). Многократная чемпионка Польши. Участница летних Олимпийских игр 2016 года.

## Биография
Начала заниматься лёгкой атлетикой в средней школе по совету своего учителя физкультуры. Довольно быстро определилась со специализацией, и уже на юношеских соревнованиях выступала в беге на 400 метров с барьерами. Занимала призовые места на национальных соревнованиях, участвовала в домашнем юниорском чемпионате мира, где бежала в эстафете.
Первым большим достижением на международной арене стал выход в финал чемпионата Европы 2014 года, где Йоанна стала 8-й.
В 2015 году в финале зимнего чемпионата страны установила личный рекорд в беге на 400 метров (53,30), но была дисквалифицирована за нарушение правил в ходе забега. Несмотря на это, ей нашлось место в сборной на чемпионате Европы в помещении, где она помогла команде завоевать бронзовую медаль в эстафете 4×400 метров.
На Универсиаде в корейском Кванджу стала одним из главных героев, выиграв золото в своей основной дисциплине, 400 метров с барьерами, а также став чемпионкой в эстафете. Завершить сезон так же удачно не получилось: на чемпионате мира она была далека от личного рекорда и выбыла ещё в предварительных забегах, а в эстафете выронила палочку, после чего польки лишились шансов на попадание в финал.
Стала серебряным призёром чемпионата Европы 2016 года, уступив лишь Саре Петерсен из Дании. Участвовала в Олимпийских играх в Рио-де-Жанейро. Йоанна вышла в полуфинал, там показала 10-е место среди всех участниц и завершила выступления на турнире.
Является студенткой Академии физической культуры во Вроцлаве, где тренируется под руководством Марека Рожея. Проходит воинскую службу в Центральной военной спортивной команде (пол. Centralny Wojskowy Zespół Sportowy), носит звание рядового.

## Основные результаты
| Год  | Турнир                          | Место проведения                       | Дисциплина       | Место       | Результат |
| ---- | ------------------------------- | -------------------------------------- | ---------------- | ----------- | --------- |
| 2007 | Чемпионат Польши среди юниоров  | Щецин, Польша                          | 400 м с/б        | 1-е         | 1.01,18   |
| 2008 | Чемпионат мира среди юниоров    | Быдгощ, Польша                         | эстафета 4×400 м | 12-е (заб.) | 3.43,08   |
| 2008 | Чемпионат Польши среди юниоров  | Торунь, Польша                         | 400 м с/б        | 8-е         | 1.04,01   |
| 2009 | Чемпионат Польши среди юниоров  | Слупск, Польша                         | 400 м с/б        | 1-е         | 1.01,12   |
| 2010 | Чемпионат Польши в помещении    | Спала, Польша                          | 60 м с/б         | 4-е         | 8,84      |
| 2010 | Чемпионат Польши                | Краков, Польша                         | 100 м с/б        | 6-е         | 14,62     |
| 2010 | Чемпионат Польши                | Краков, Польша                         | эстафета 4×400 м | 2-е         | 3.44,05   |
| 2010 | Чемпионат Польши среди молодёжи | Краков, Польша                         | 400 м с/б        | 3-е         | 59,86     |
| 2010 | Чемпионат Польши среди молодёжи | Краков, Польша                         | эстафета 4×400 м | 2-е         | 3.47,24   |
| 2011 | Чемпионат Польши в помещении    | Спала, Польша                          | 60 м с/б         | 5-е         | 8,78      |
| 2011 | Чемпионат Польши в помещении    | Спала, Польша                          | 400 м            | 1-е         | 54,97     |
| 2011 | Командный чемпионат Европы      | Стокгольм, Швеция                      | 400 м с/б        | 9-е         | 58,39     |
| 2011 | Командный чемпионат Европы      | Стокгольм, Швеция                      | эстафета 4×400 м | 9-е         | 3.35,65   |
| 2011 | Чемпионат Европы среди молодёжи | Острава, Чехия                         | 400 м с/б        | 16-е (заб.) | 1.01,24   |
| 2011 | Чемпионат Европы среди молодёжи | Острава, Чехия                         | эстафета 4×400 м | 4-е         | 3.36,42   |
| 2011 | Чемпионат Польши                | Быдгощ, Польша                         | 400 м            | 3-е         | 53,80     |
| 2011 | Чемпионат Польши                | Быдгощ, Польша                         | эстафета 4×100 м | 1-е         | 45,80     |
| 2012 | Чемпионат Польши                | Бельско-Бяла, Польша                   | 400 м            | 7-е         | 54,75     |
| 2012 | Чемпионат Польши                | Бельско-Бяла, Польша                   | эстафета 4×100 м | 2-е         | 45,84     |
| 2012 | Чемпионат Польши                | Бельско-Бяла, Польша                   | эстафета 4×400 м | 4-е         | 3.42,55   |
| 2012 | Чемпионат Польши среди молодёжи | Радом, Польша                          | 100 м с/б        | 3-е         | 14,33     |
| 2012 | Чемпионат Польши среди молодёжи | Радом, Польша                          | 400 м с/б        | 1-е         | 57,72     |
| 2012 | Чемпионат Польши среди молодёжи | Радом, Польша                          | эстафета 4×400 м | 1-е         | 3.48,16   |
| 2013 | Командный чемпионат Европы      | Гейтсхед, Великобритания               | 400 м с/б        | 7-е         | 57,73     |
| 2013 | Универсиада                     | Казань, Россия                         | 400 м с/б        | 14-е (заб.) | 1.00,01   |
| 2013 | Универсиада                     | Казань, Россия                         | эстафета 4×400 м | 5-е         | 3.45,62   |
| 2013 | Чемпионат Польши                | Торунь, Польша                         | 400 м с/б        | 1-е         | 56,86     |
| 2013 | Чемпионат Польши                | Торунь, Польша                         | эстафета 4×100 м | 2-е         | 45,92     |
| 2013 | Чемпионат Польши                | Торунь, Польша                         | эстафета 4×400 м | 4-е         | 3.44,53   |
| 2013 | Франкофонские игры              | Ницца, Франция                         | 400 м с/б        | 4-е         | 57,99     |
| 2014 | Чемпионат Польши в помещении    | Сопот, Польша                          | 400 м            | 5-е         | 54,09     |
| 2014 | Чемпионат Польши в помещении    | Сопот, Польша                          | эстафета 4×400 м | 1-е         | 3.41,83   |
| 2014 | Чемпионат мира в помещении      | Сопот, Польша                          | эстафета 4×400 м | 3-е (заб.)  | 3.29,48   |
| 2014 | Чемпионат мира по эстафетам     | Нассау, Багамские Острова              | эстафета 4×400 м | 5-е         | 3.27,37   |
| 2014 | Чемпионат Польши                | Щецин, Польша                          | 400 м с/б        | 1-е         | 55,98     |
| 2014 | Чемпионат Польши                | Щецин, Польша                          | эстафета 4×400 м | 4-е         | 3.43,01   |
| 2014 | Командный чемпионат Европы      | Брауншвейг, Германия                   | 400 м с/б        | 6-е         | 56,62     |
| 2014 | Чемпионат Европы                | Цюрих, Швейцария                       | 400 м с/б        | 8-е         | 56,59     |
| 2014 | Чемпионат Европы                | Цюрих, Швейцария                       | эстафета 4×400 м | 5-е         | 3.25,73   |
| 2015 | Чемпионат Европы в помещении    | Прага, Чехия                           | эстафета 4×400 м | 3-е         | 3.31,90   |
| 2015 | Чемпионат мира по эстафетам     | Нассау, Багамские Острова              | эстафета 4×400 м | 5-е         | 3.29,30   |
| 2015 | Командный чемпионат Европы      | Чебоксары, Россия                      | 400 м с/б        | 7-е         | 56,47     |
| 2015 | Универсиада                     | Кванджу, Южная Корея                   | 400 м с/б        | 1-е         | 55,62     |
| 2015 | Универсиада                     | Кванджу, Южная Корея                   | эстафета 4×400 м | 1-е         | 3.31,98   |
| 2015 | Чемпионат Польши                | Краков, Польша                         | 400 м с/б        | 1-е         | 56,38     |
| 2015 | Чемпионат Польши                | Краков, Польша                         | эстафета 4×100 м | 1-е         | 44,50     |
| 2015 | Чемпионат мира                  | Пекин, Китай                           | 400 м с/б        | 25-е (заб.) | 56,51     |
| 2015 | Чемпионат мира                  | Пекин, Китай                           | эстафета 4×400 м | 15-е (заб.) | 3.32,83   |
| 2016 | Чемпионат Польши                | Быдгощ, Польша                         | 400 м с/б        | 1-е         | 55,55     |
| 2016 | Чемпионат Польши                | Быдгощ, Польша                         | эстафета 4×400 м | 1-е         | 3.38,47   |
| 2016 | Чемпионат Европы                | Амстердам, Нидерланды                  | 400 м с/б        | 2-е         | 55,33     |
| 2016 | Олимпийские игры                | Рио-де-Жанейро, Бразилия               | 400 м с/б        | 10-е (1/2)  | 55,35     |
| 2017 | Командный чемпионат Европы      | Лилль, Франция                         | 400 м с/б        | 5-е         | 55,98     |
| 2017 | Чемпионат Польши                | Белосток, Польша                       | 400 м с/б        | 1-е         | 56,00     |
| 2017 | Чемпионат Польши                | Белосток, Польша                       | эстафета 4×100 м | 1-е         | 45,23     |
| 2017 | Чемпионат Польши                | Белосток, Польша                       | эстафета 4×400 м | 3-е         | 3.40,14   |
| 2017 | Чемпионат мира                  | Лондон, Великобритания                 | 400 м с/б        | 15-е (1/2)  | 56,25     |
| 2017 | Универсиада                     | Тайбэй, Китайская Республика (Тайвань) | 400 м с/б        | 2-е         | 55,90     |
| 2018 | Чемпионат Польши в помещении    | Торунь, Польша                         | 400 м            | 6-е         | 53,41     |
| 2018 | Чемпионат мира в помещении      | Бирмингем, Великобритания              | эстафета 4×400 м | 3-е (заб.)  | 3.32,07   |
| 2018 | Чемпионат Польши                | Люблин, Польша                         | 400 м с/б        | 1-е         | 56,21     |
| 2018 | Чемпионат Европы                | Берлин, Германия                       | 400 м с/б        | 14-е (1/2)  | 56,06     |
| 2019 | Чемпионат Польши в помещении    | Торунь, Польша                         | эстафета 4×200 м | 3-е         | 1.38,20   |
| 2019 | Командный чемпионат Европы      | Быдгощ, Польша                         | 400 м с/б        | 3-е         | 55,67     |
| 2019 | Чемпионат Польши                | Радом, Польша                          | 400 м с/б        | 1-е         | 55,55     |
| 2019 | Чемпионат мира                  | Доха, Катар                            | 400 м с/б        | 14-е (1/2)  | 55,38     |
| 2019 | Всемирные военные игры          | Ухань, Китай                           | 400 м с/б        | 4-е         | 57,15     |
| 2019 | Всемирные военные игры          | Ухань, Китай                           | эстафета 4×100 м | 5-е         | 44,80     |
| 2019 | Всемирные военные игры          | Ухань, Китай                           | эстафета 4×400 м | 1-е         | 3.27,84   |
| 2020 | Чемпионат Польши                | Влоцлавек, Польша                      | 400 м с/б        | 1-е         | 56,23     |
| 2020 | Чемпионат Польши                | Влоцлавек, Польша                      | эстафета 4×400 м | 1-е         | 3.36,83   |
| 2021 | Чемпионат Польши в помещении    | Торунь, Польша                         | эстафета 4×200 м | 2-е         | 1.37,67   |
| 2021 | Командный чемпионат Европы      | Хожув, Польша                          | 400 м с/б        | 5-е         | 57,54     |